# Hovenring
Hovenring er en skråstagsbro, der tjener som rundkørsel for cykler. Den ligger på grænsen mellem Eindhoven og Veldhoven i Holland. Det er den første hængende cykelrundkørsel i verden.

## Historie
Hovenring opstod som idé i 2008, da øget trafik mellem Eindhoven og Veldhoven begyndte at overstige kapaciteten i den eksisterende rundkørsel i krydset mellem Heerbaan i Veldhoven og Meerenakkeweg/Heistraat.
For at øge sikkerheden og passagen af trafik blev det besluttet at adskille motoriseret trafik og cykeltrafik totalt. Det blev tillige besluttet at omlægge rundkørslen for biler til et almindeligt vejkryds for at øge passagen af trafik. Der var således kun tilbage at træffe en beslutning om hvorledes cykeltrafikken skulle håndteres. Byrådet i Eindhoven besluttede at de ville skabe et iøjefaldende projekt, der var i tråd med de ambitioner, der var sat af Brainport top technology-regionen (der er et vidensøkonomisk kooperativ i Eindhovens metropoliske område).
Hovenrings design blev skabt af designbureauet ipv Delft. Navnet blev valgt gennem en konkurrence blandt indbyggerne i Eindhoven og Veldhoven. Navnet betyder direkte oversat "Hovenernes ring" og hentyder til Eindhoven, Veldhoven og Meerhoven (beboelsesområdet, Hovenring ligger i). Derudover refererer navnet til Hovenrings hængende ring, samt til ringen og nålen (den centrale pylon) af lys, der skabes af de lys, der beklæder konstruktionen. Med tilføjelsen af lysene hentyder navnet også til Eindhovens uofficielle titel som "lysenes by".
Konstruktionen af Hovenring blev sat i gang den 11. februar 2011. Den nye overgang blev åbnet 30. december 2011. Omtrent en uge senere blev overgangen lukket for al trafik igen, da man fandt at suspensionskablerne vibrerede på en måde, der blev anset for at være skadelig. Hovenring blev således endeligt åbnet for offentligheden den 29. juni 2012.

## konstruktion

### Design
Hovenring er officielt en rundkørsel, men den er reelt en cirkulær skråstagsbro. Dækket er 24 meter i diameter og hænger fra en 70 meter høj pylon i 24 kabler. Hele konstruktionen er lavet af stål.

### Vibrationsproblemer
Broen måtte lukkes næsten umiddelbart efter færdiggørelse grundet uventede vibrationer forårsaget af vinden i kablerne. Adskillige civil- og maskiningeniør-professorer fra Eindhoven University of Technology undersøgte problemer over de følgende uger, i samarbejde med professor Albert Zasso fra Politecnico di Milano.
Til slut blev det fastslået at problemet var at vinden skabte hvirvler på kablernes læside, der lavede langt større vibrationer end man havde forventet under designet af broen. Løsningen blev at koble yderligere støddæmpere på kablerne. Dette skabte desværre en forsinkelse på en måned, inden broen kunne åbnes, da den oprindelige konstruktør havde monteret dæmperne forkert.

## Galleri
- Sidebillede af Hovenring ved nattetide
- Hovenring ved nat, nærbillede
- Fuldt billede af Hovenring